# Ytri(III) nitrat
Ytri(III) nitrat là một hợp chất vô cơ có công thức hóa học là Y(NO3)3. Hexahydrat là dạng phổ biến nhất của hợp chất này được bán trên thị trường.

## Tổng hợp
Ytri(III) nitrat có thể được điều chế bằng cách hòa tan ytri(III) oxide trong acid nitric 6 mol/L:
Y2O3 + 6HNO3 → 2Y(NO3)3 + 3H2O

## Tính chất
Ytri(III) nitrat hexahydrat kết tinh ở nhiệt độ tương đối thấp. Khi tiếp tục đun nóng, muối base YONO3 được tạo thành. Ở 600 °C, YONO3 bị nhiệt phân hoàn toàn. Y2O3 là sản phẩm cuối cùng.
Y(NO3)3·3TBP được tạo thành khi tributyl phosphat được sử dụng làm dung môi chiết xuất.

## Sử dụng
Ytri(III) nitrat chủ yếu sử dụng làm nguồn cung cấp cation Y3+. Nó là tiền chất của một số vật liệu có chứa ytri, chẳng hạn như Y4Al2O9, YBa2Cu3O6.5+x và khung kim loại hữu cơ chứa ytri. Nó cũng có thể được sử dụng như một chất xúc tác trong tổng hợp hữu cơ.